# Henna Virkkunen
Henna Maria Virkkunen (Joutsa, 4 giugno 1972) è una politica finlandese, Vicepresidente esecutiva della Commissione europea e Commissaria europea per le tecnologie digitali e di frontiera nella Commissione von der Leyen II dal 1° dicembre 2024. In precedenza è stata europarlamentare dal 2014 al 2024 ed è membro del Partito Popolare Europeo. Più volte ministra in Finlandia, appartiene al Partito di Coalizione Nazionale.

## Carriera politica
Una volta eletta, Virkkunen ha prestato servizio nella Commissione per l'industria, la ricerca e l'energia del Parlamento Europeo dal 2014 e nella Commissione per i trasporti e il turismo del Parlamento Europeo dal 2021.  Nel 2022, è entrata a far parte della Commissione d'inchiesta del Parlamento Europeo per indagare sull'uso di Pegasus e di spyware di sorveglianza equivalenti.
Virkkunen è stata inoltre relatrice sulle piattaforme digitali integrate e sui tempi di guida e di riposo.
Oltre ai suoi incarichi in commissione, Virkkunen è stata membro della delegazione del Parlamento per le relazioni con il Sudafrica (2014-2019) e con la penisola arabica dal 2019. È anche membro dell'European Internet Forum;  dell'Intergruppo del Parlamento Europeo sui diritti LGBT, dell'Intergruppo sul benessere e la conservazione degli animali, e dell'Intergruppo sui mari, i fiumi, le isole e le zone costiere.
Dopo le elezioni europee del 2024, il Governo finlandese ha indicato la Virkkunen come Commissario europeo del Paese nella commissione von der Leyen II. Verrà scelta come vicepresidente esecutivo e commissario europeo per l'agenda digitale.

## Riconoscimenti
Nel dicembre 2020, Virkkunen ha ricevuto il premio Energy agli annuali MEP Awards della rivista Parliament Magazine.